# Stephen Hendry
Stephen Hendry (13. siječnja 1969-), jedan od najboljih i najpoznatijih igrača snookera, rodom iz Auchterardera, u škotskoj grofoviji Perthshire. 
Stephen se snookerom počeo baviti s 12 godina, a profesionalno od 1985., s tek 16. godina starosti. U tom vremenu ovim je sportom vladao Steve Davis, a dominaciju preuzima 1990.-tih godina. Prvu pobjedu ostvario je 1990. pobijedivši Johna Parrotta (masters; 9-4), Jimmyja Whitea (svjetsko prvenstvo; 18-12) i Stevea Davisa (UK prvenstvo; 	16-15). Tada je i postao najmlađi prvak svijeta u snookeru, a te uspjehe ponavlja i 1992. – 1996. i 1999.

## Vanjske poveznice
- Stephen Hendry, "The Golden Boy"  Arhivirana inačica izvorne stranice od 18. listopada 2007. (Wayback Machine)

- Stephen Hendry vs Paul Hunter, Classic 2011
- Masters snooker - hendry v stevens
- Neil Robertson (lijevo)  Stephen Hendry (desno)
- Stephen Hendry, 2010
- Stephen Hendry, 2011